# Alexander Polstjankin
Alexander Polstjankin (* 19. Februar 1980; russisch Александр Полстянкин, englisch Alexander Polstyankin, wissenschaftliche Transliteration Aleksandr Polstjankin) ist ein russischer Badmintonspieler, der im Parabadminton in den Startklassen WH1 und WH1/2 an den Start geht und eine Medaille bei der Weltmeisterschaft errang.

## Karriere
Bei der Weltmeisterschaft 2011 in Guatemala-Stadt schied Polstjankin im Achtelfinale gegen den Japaner Osamu Nagashima mit 6:21, 10:21 aus. Im Doppel spielte er mit dem Franzosen David Toupé, das Duo schied im Halbfinale gegen die Japaner Osamu Nagashima und Seiji Yamami mit 21:19, 15:21, 14:21 aus. Die Bronzemedaille teilten sie sich mit ihren Landsmännern Pawel Popow/Juri Stepanow.
Bei der Europameisterschaft 2012 in Dortmund schied Polstjankin in der Gruppenphase mit einem Sieg gegen den Deutschen Marc Jung und Niederlagen gegen den Spanier Javier Fernández und dem Israeli Shimon Shalom aus. Im Doppel spielte er mit dem Niederländer Leen van der Toorn. Der einzige Sieg in der Gruppenphase gelang gegen Tibor Lorinczi aus Ungarn und Michael Smith aus Irland. Gegen Popow/Stepanow und die Franzosen Pascal Barrillon/David Toupé verloren die beiden.
Bei der Europameisterschaft 2014 in Los Narejos gewann Polstjankin das Gruppenspiel gegen Pascal Barrillon und verlor gegen den Türken Avni Kertmen und Javier Fernández. Das Doppel bestritt er mit dem Engländer Owen Kilburn, in der Gruppenphase gewannen sie gegen das finnische Duo Markus Lehto/Kimmo Sirvioe und verloren David Toupé/Thomas Wandschneider. Das Viertelfinale verloren Kilburn und Polstjankin mit 19:21, 15:21 gegen Jordy Brouwer von Gonzenbach (Niederlande) und Young-Chin Mi (Deutschland). Erstmals startete er im Mixed, dort spielte er mit seiner Landsfrau Alla Arefjewa. Der einzige Sieg in der Gruppenphase gelang gegen die Franzosen Richard Perot und Pamela Masse.
Bei der Weltmeisterschaft 2015 in Aylesbury schied Polstjankin gegen Lee Sam-seop aus Südkorea mit 3:21, 6:21 im Achtelfinale aus. Das Doppel spielte er mit dem Franzosen Sebastien Martin, im Viertelfinale war gegen Kim Jung-jun und Lee Dong-seop mit 7:21, 7:21 Endstation.
Bei der Europameisterschaft 2016 in Beek verlor Polstjankin das Viertelfinale gegen den Deutschen Thomas Wandschneider mit 10:21, 8:21. Im Doppel spielte er mit seinem Landsmann Konstantin Afinogenow, sie verloren zwei Gruppenspiele und gewannen gegen Tim Quartel aus den Niederlanden und Jakub Tomasz Sikorski aus Polen.
Sein bis dato letztes Spiel bestritt Polstjankin bei der Spanish Para Badminton International II 2022 unter neutraler Flagge. Dort schied er in der Gruppenphase nach einem Sieg gegen den Jan Matousek aus der Tschechischen Republik und Niederlagen gegen den Inder Prem Kumar Ale und den Spanier Francisco Motero aus. Im Doppel mit dem Inder Shashank Kumar erlangte er einen Sieg, gegen Ignacio Fernandez (Spanien)/David Follett (England). Gegen Marc Elmer (Schweiz)/Yuri Ferrigno (Italien) sowie das brasilianische Duo Rodolfo Cano/Julio Cesar Godoy verloren die beiden.
Mit Alexander Aknewski errang Polstjankin die Bronzemedaille im Doppel bei der russischen Badmintonmeisterschaft der Behinderten 2021, die vom 30. November bis zum 3. Dezember in Stawropol ausgetragen wurde. Trainiert wurde er von Alexander Sawtschenko. 50 Athleten nahmen teil und Polstjankin vertrat den Oblast Saratow. Sein Spielpartner vertrat die Region Primorje. Im Einzel verlor Aknewskim im Viertelfinale Alexeju Mininu aus der Oblast Moskau.